# スティーヴ・フェローン
スティーヴ・フェローン（Steve Ferrone、1950年4月25日 - ）は、1994年から2017年までロック・バンドのトム・ペティ&ザ・ハートブレイカーズにオリジナル・ドラマーであったスタン・リンチの後任として在籍したメンバーとして知られ、1970年代のアヴェレイジ・ホワイト・バンドにおける「クラシック・ラインナップ」の1人としても知られるイングランドのドラマーである。フェローンは、エリック・クラプトン、ジョージ・ハリスン、デュラン・デュラン、スティーヴィー・ニックス、ラウラ・パウジーニ、クリスティン・マクヴィー、リック・ジェームス、スラッシュ、チャカ・カーン、ビージーズ、スクリッティ・ポリッティ、エアロスミス、アル・ジャロウ、ジョニー・キャッシュといった面々とレコーディングを行い、演奏してきた。フェローンはまた、シリウスXmの「トム・ペティ・ラジオ」において、毎週、ラジオ番組「The New Guy」でホストを務めている。

## 略歴
フェローンはバンドのブラッドストーンと共演し、1975年のアルバム『Riddle Of The Sphinx』に参加した。その後、かつてドラマーのロビー・マッキントッシュをフィーチャーしていたブライアン・オーガーのバンド、オブリヴィオン・エクスプレスで演奏するようになった。
マッキントッシュは後にアヴェレイジ・ホワイト・バンドに参加したが、マッキントッシュがヘロインの過剰摂取で亡くなったのは、最初のナンバーワンとなるアルバムをリリースしたばかりのことであった。フェローンは彼の代わりにアヴェレイジ・ホワイト・バンドに参加するように依頼され、アヴェレイジ・ホワイト・バンドが1982年に解散するまで、それから8年間にわたって在籍し、いくつかのヒット・アルバムをレコーディングし、コンサート・ツアーで演奏した。
チャカ・カーンの1978年のデビュー・アルバムに参加して以来、彼は元アヴェレイジ・ホワイト・バンドのバンド・メンバーであったヘイミッシュ・スチュアートと共に、アルバム『ノーティ』を含む1980年代の彼女のアルバムほとんどで演奏を続けた。1985年、フェローンは『サタデー・ナイト・ライブ』ハウスバンドに参加した。彼は、アルバム『ノトーリアス』『デュラン・デュラン（ザ・ウェディング・アルバム）』『サンキュー』に、デュラン・デュランのセッション・ドラマーとして貢献した。彼はまた、アルバム『ノトーリアス』をサポートするために、ストレンジ・ビヘイヴィアー・ツアーでデュラン・デュランと一緒にツアーを行った。また、1986年から1992年までエリック・クラプトンとツアーおよびレコーディングを行った。アビー・ロード・スタジオでは、デュラン・デュランのドラムを演奏した。
フェローンは、エリック・クラプトン、ビージーズ、スクリッティ・ポリッティ、ブライアン・メイ、アニタ・ベイカー、ジョージ・ベンソン、ジョナサン・バトラー、シンディ・ローパー、ブライアン・フェリー、クライミー・フィッシャー、クリスティン・マクヴィー、ピーター・フランプトン、ジェフ・ゴラブ、リック・ジェームス、ホイットニー・ヒューストン、チャカ・カーン、フレディ・キング、トレイシー・チャップマン、パット・メセニー、マーカス・ミラー、スティーヴ・ウィンウッド、マイケル・W・スミス、モリシー・ミューレン、ディック・モリシー、ジェフリー・オズボーン、ポール・サイモン、アラン・フリュー、ラウラ・パウジーニ、バーニー・ウォーレル、アル・ジャロウ、マイケル・ジャクソン、ジャコ・パストリアスらのレコーディングにも参加している。
エアロスミスのジョーイ・クレイマーが父親の死を悲しんでいる間、フェローンがアルバム『ナイン・ライヴズ』のプリプロダクション中にクレイマーの代役を務めた。
フェローンは、ロイヤル・アルバート・ホールにおけるジョージ・ハリスンと彼のハラ・アンド・ザ・ハイジャック・バンドの一員として公演に参加したときに、トム・ペティ&ザ・ハートブレイカーズのギタリストであるマイク・キャンベルと出会った。1994年にオリジナル・ドラマーのスタン・リンチが脱退した後、フェローンはバンドのフルタイム・ドラマーとなった。フェローンがバンドに参加してから最初のアルバムは、同じ年にリリースされたトム・ペティの2枚目のソロ・アルバムとして発表された『ワイルドフラワーズ』であった。ハートブレイカーズのメンバーとしての彼の最初のライブ・パフォーマンスは、1995年2月28日にケンタッキー州ルイビルで行われた。
フェローンはザ・ハートブレイカーズとの時間を満喫し、「誰もが音楽生活の中で『ザ・ハートブレイカーズ』のような経験をするべきです。そこには、創造性、情熱、誠実さ、真面目さ、そしてたくさんの楽しみがあります」と語っている。
2002年11月、フェローンは1992年のデュラン・デュランの「オーディナリー・ワールド」以来一緒に働いていたプロデューサーのジョン・ジョーンズと共に、カリフォルニア州バーバンクにドラムロール・スタジオを設立した。その後、ギタリスト兼プロデューサーのスティーヴ・ポステルが加わり、映画やテレビのスコアだけでなく、さまざまな音楽活動のためのアルバムや楽曲をレコーディングし、プロデュースしている。
フェローンは2003年に『It Up: Steve Ferrone and Friends Live at La Ve Lee』というタイトルのライブ・ソロ・アルバムをリリースした。
2007年には、トーキング・ヘッズのジェリー・ハリソンがプロデュースしたバンド、The Black and White Yearsによるセルフタイトルのデビュー・アルバムでドラムを演奏した。
2010年、フェローンはスラッシュの最初のソロ・アルバムである『スラッシュ』で演奏し、イタリアのバンド、イ・プーに参加した。また、作曲家兼ミュージシャンのエリック・アレクサンドラキス、ギタリスト兼作曲家のウォーレン・ククルロ、音楽プロデューサー兼ソングライターのアンソニー・J・レスタとの共同プロジェクトにも参加した。『モダン・ドラマー』誌のニュース・リリースでそのプロジェクトの目的を、「私たち4人は、テレビのテーマ、映画、広告のスコア作曲プロジェクトを追求するために、スコア作曲の集団を形成することにしました…」とアレクサンドラキスが語っている。2018年8月、10日間からなる初のアメリカ・ツアーの前に、ダイアー・ストレイツ・レガシーのドラマーとして発表された。彼はイングランドのサッカークラブ「ブライトン・アンド・ホーヴ・アルビオンFC（「シーガルズ」として知られている）」のファンであり、トム・ペティ&ザ・ハートブレイカーズがスーパーボウル42のハーフタイムショーで演奏しているビデオでは、クラブのバッジが付いた帽子をかぶっている姿を見ることができる。
2011年、フェローンは、旧友のアラン・クラークとフィル・パーマーというダイアー・ストレイツの卒業生で構成されたバンドのザ・ストレイツで一緒に演奏を始めた。そのバンドはまた、ベースのミッキー・フィート、サックスのクリス・ホワイト、キーボードとボーカルのジェイミー・スクワイア、ボーカルとギターのテレンス・レイスで構成されていた。
2015年7月、フェローンはアヴェレイジ・ホワイト・バンドのバンドメイトであるマルコム・「モリー」・ダンカンとヘイミッシュ・スチュアートと再集結し、ザ・360バンドを結成した。これは本質的に、オリジナルのアヴェレイジ・ホワイト・バンドの半分である。彼らは2017年に『Three Sixty』というタイトルのアルバムをリリースし、サポート・ミュージシャンと共にライブ・パフォーマンスを行っている。
2018年、フェローンは、ハートブレイカーズ仲間のベンモント・テンチ、イアン・アストベリー、ダーニ・ハリスン、ウィーザーのブライアン・ベルと一緒に、ポルシェ70周年記念イベントのハウスバンドで演奏した。
2019年、フェローンは、ストローク9のスタジオ・アルバム『Calafrio』のセッション・ドラムをレコーディングした。

## ディスコグラフィ

### ソロ・アルバム
- It Up: Steve Ferrone and Friends Live at La Ve Lee (2003年)
- More Head (2006年) ※Steve Ferrone's Farm Fur
- Live (2014年) ※Steve Ferrone & Friends

### アヴェレイジ・ホワイト・バンド
- 『カット・ザ・ケイク』 - Cut The Cake (1975年)
- 『ソウル・サーチング』 - Soul Searching (1976年)
- 『パーソン・トゥ・パーソン』 - Person To Person (1976年) ※ライブ
- 『ベニー&アス』 - Benny & Us (1977年) ※With ベン・E・キング
- 『ウォーマー・コミュニケーションズ』 - Warmer Communications (1978年)
- 『フィール・ノー・フレット』 - Feel No Fret (1979年)
- 『シャイン』 - Shine (1980年)
- Volume VIII (1980年) ※コンピレーション
- 『キューピッズ・イン・ファッション』 - Cupid's In Fashion (1982年)

### トム・ペティ&ザ・ハートブレイカーズ
- 『ワイルドフラワーズ』 - Wildflowers (1994年) ※トム・ペティ名義
- 『プレイバックBOX』 - Playback (1995年)
- 『彼女は最高 オリジナル・サウンドトラック』 - Songs And Music From She's The One (1996年)
- 『エコー』 - Echo (1999年)
- 『ザ・ラスト・DJ』 - The Last DJ (2002年)
- The Live Anthology (2009年)
- 『モジョ』 - Mojo (2010年)
- 『ヒプノティック・アイ』 - Hypnotic Eye (2014年)

### 参加アルバム
- ブライアン・オーガーズ・オブリヴィオン・エクスプレス : 『ライヴ・オブリヴィオン 第1集』 - Live Oblivion Vol. 1 (1974年)
- フレディ・キング : 『バーグラー』 - Burglar (1974年)
- ブラッドストーン : Riddle of the Sphinx (1975年)
- ドメニク・トロイアーノ : 『変革』 - Burnin' At The Stake (1977年)
- モリシー・ミューレン : 『アップ』 - Up (1977年)
- アトランティック・ファミリー : 『ライヴ・アット・モントルー』 - The Atlantic Family Live at Montreux (1977年)
- チャカ・カーン : 『恋するチャカ』 - Chaka (1978年)
- ロバータ・フラック : 『愛の絆』 - Roberta Flack (1978年)
- ベット・ミドラー : 『エロスの囁き』 - Thighs and Whispers (1979年)
- チャカ・カーン : 『ノーティ』 - Naughty (1980年)
- インヴィジブル・マンズ・バンド : 『インヴィジブル・マンズ・バンド』 - Invisible Man's Band (1980年)
- チャカ・カーン : 『恋のハプニング』 - What Cha' Gonna Do for Me (1981年)
- アレサ・フランクリン : 『想い出の旅路』 - Love All the Hurt Away (1981年)
- ジェフリー・オズボーン : 『フー・フー・フー』 - Jeffrey Osborne (1982年)
- チャカ・カーン : 『ビバップを歌う女』 - Chaka Khan (1982年)
- シェリル・リン : 『インスタント・ラヴ』 - Instant Love (1982年)
- ポール・サイモン : 『ハーツ・アンド・ボーンズ』 - Hearts and Bones (1983年)
- ジェフリー・オズボーン : 『ステイ・ウィズ・ミー・トゥナイト』 - Stay With Me Tonight (1983年)
- ジョージ・ベンソン : 『ユア・アイズ』 - In Your Eyes (1983年)
- ティーナ・マリー : 『ロバリー』 - Robbery (1983年)
- メリサ・マンチェスター : 『エマージェンシー』 - Emergency (1983年)
- チャカ・カーン : 『フィール・フォー・ユー』 - I Feel For You (1984年)
- ジェフリー・オズボーン : 『ドント・ストップ』 - Don't Stop (1984年)
- クリスティン・マクヴィー : 『恋のハート・ビート』 - Christine McVie (1984年)
- リック・ジェームス : 『GLOW』 - Glow (1985年)
- スクリッティ・ポリッティ : 『キューピッド&サイケ85』 - Cupid & Psyche 85 (1985年) ※「Wood Beez (Pray Like Aretha Franklin)」「Don't Work That Hard」「Absolute」
- ミック・ジャガー : 『シーズ・ザ・ボス』 - She's the Boss (1985年)
- パティ・オースティン : 『恋人たちのモーメント』 - Gettin' Away with Murder (1985年)
- ジョージ・ベンソン : 『20/20 (トゥエニイ・トゥエニイ)』 - 20/20 (1985年)
- ピーボ・ブライソン : 『テイク・ノー・プリズナーズ』 - Take No Prisoners (1985年)
- ジェニファー・ホリデイ : 『セイ・ユー・ラヴ・ミー』 - Say You Love Me (1985年)
- ディック・モリシー : Souliloquy (1986年)
- チャカ・カーン : 『デスティニー』 - Destiny (1986年)
- デュラン・デュラン : 『ノトーリアス』 - Notorious (1986年)
- アル・ジャロウ : 『L・イズ・フォー・ラヴァー』 - L Is for Lover (1986年)
- グウェン・ガスリー : 『グッド・トゥ・ゴー・ラヴァー』 - Good to Go Lover (1986年)
- スティーヴ・ウィンウッド : 『バック・イン・ザ・ハイ・ライフ』 - Back in the High Life (1986年) ※「Freedom Overspill」
- ダリル・ホール : 『ドリームタイム』 - Three Hearts in the Happy Ending Machine (1986年)
- 矢野顕子 : 『峠の我が家』 (1986年)
- TM NETWORK : 『humansystem』 - humansystem (1987年)
- D-プロジェクト : 『プロトタイプ』 - Prototype (1988年)
- デュラン・デュラン : 『ビッグ・シング』 - Big Thing (1988年)
- ロバータ・フラック : 『オアシス』 - Oasis (1988年)
- ピーボ・ブライソン : 『ポジティヴ』 - Positive (1988年)
- ゲイル・アン・ドロシー : The Corporate World (1988年)
- チャカ・カーン : 『C.K.』 - C.K. (1988年)
- シンディ・ローパー : 『ア・ナイト・トゥ・リメンバー』 - A Night to Remember (1989年)
- ピーター・フランプトン : When All the Pieces Fit (1989年)
- ビージーズ : 『ONE』 - One (1989年)
- B-52's : 『コズミック・シング』 - Cosmic Thing (1989年)
- エリック・クラプトン : 『ジャーニーマン』 - Journeyman (1989年)
- キャロル・キング : 『シティ・ストリーツ』 - City Streets (1989年)
- D-プロジェクト : 『テンペスト』 - Tempest (1990年)
- ピーター・アレン : 『メイキング・エヴリ・モーメント・カウント』 - Making Every Moment Count (1990年)
- アニタ・ベイカー : 『コンポジションズ』 - Composition (1990年)
- エリック・クラプトン : 『24ナイツ』 - 24 Nights (1991年)
- 矢野顕子 : 『LOVE LIFE』 - Love Life (1991年)
- エリック・クラプトン : 『アンプラグド〜アコースティック・クラプトン』 - Unplugged (1992年)
- ジョージ・ハリスン with エリック・クラプトン and ヒズ・バンド : 『ライヴ・イン・ジャパン』 - Live in Japan (1992年)
- エタ・ジェイムス : 『ライト・タイム』 - The Right Time (1992年)
- チャカ・カーン : 『ウーマン・アイ・アム』 - The Woman I Am (1992年)
- スピン・ワン・ツー : 『スピン・ワン・ツー』 - Spin 1ne 2wo (1993年)
- デュラン・デュラン : 『ザ・ウェディング・アルバム』 - The Wedding Album (1993年)
- マーカス・ミラー : 『ザ・キング・イズ・ゴーン』 - The Sun Don't Lie (1993年)
- エロス・ラマゾッティ : Tutte Storie (1993年)
- ブライアン・フェリー : 『タクシー』 - Taxi (1993年)
- ジョージ・ベンソン : 『コーリング・ユー』 - Love Remembers (1993年)
- ルル : 『インディペンデンス』 - Independence (1993年)
- カーリー・サイモン : 『届かぬ手紙』 - Letters Never Sent (1994年)
- アラン・フリュー : Hold On (1994年)
- ブライアン・フェリー : 『マムーナ』 - Mamouna (1994年)
- アニタ・ベイカー : 『リズム・オブ・ラヴ』 - Rhythm of Love (1994年)
- パティ・オースティン : 『ザット・シークレット・プレイス』 - That Secret Place (1994年)
- 矢野顕子 : 『LOVE IS HERE』 - Love is here (1994年)
- ミック・テイラー・フィーチャリング・サーシャ : Shadow Man (1995年)
- トレイシー・チャップマン : 『ニュー・ビギニング』 - New Beginning (1995年)
- マイケル・ジャクソン : 『ヒストリー パスト、プレズント・アンド・フューチャー ブック1』 - HIStory: Past, Present and Future, Book I (1995年)
- デュラン・デュラン : 『サンキュー』 - Thank You (1995年)
- ラウラ・パウジーニ : 『ローラの休日』 - Las Cosas Que Vives (1996年)
- ジョニー・キャッシュ : Unchained (1996年)
- ドノヴァン : 『スートラ〜教典』 - Sutras (1996年)
- セリーヌ・ディオン : 『FALLING INTO YOU』 - Falling into You (1996年)
- ジョン・ジョーンズ : One Moment in Time (1998年)
- ブライアン・メイ : 『アナザー・ワールド』 - Another World (1998年)
- メリッサ・エスリッジ : Breakdown (1999年)
- ソフィー・B.ホーキンス : 『ティンブル』 - Timbre (1999年)
- スティーヴィー・ニックス : 『トラブル・イン・シャングリラ』 - Trouble in Shangri-La (2001年)
- リアン・ライムス : 『トゥイステッド・エンジェル』 - Twisted Angel (2002年)
- ロビー・ウィリアムズ : 『エスカポロジー』 - Escapology (2002年)
- ジギー・マーリー : Dragonfly (2003年)
- ジョージ・デューク・バンド : Live at Shibuya Public Hall – Tokyo, Japan 1983 (2004年)
- クリス・カテナ : 『フリーク・アウト!』 - Freak Out (2004年)
- クリスティン・マクヴィー : 『イン・ザ・ミーンタイム』 - In The Meantime (2004年)
- アニタ・ベイカー : 『マイ・エヴリシング』 - My Everything (2004年)
- フランク・ブラック : 『ファスト・マン、レイダー・マン』 - Fast Man Raider Man (2006年)
- Zen Blues Quartet : Zen Blues Quartet (2007年) ※with Tim Scott、Jeff Young、John March[4]
- ブラック・アンド・ホワイト・イヤーズ : The Black and White Years (2008年)
- ジョン・ジョーンズ : black n white album (2009年)
- Zen Blues Quartet : Again and Yet again (2009年)[4]
- スラッシュ : 『スラッシュ』 - Slash (2010年)
- イ・プー : Dove Comincia il Sole (2010年)
- ロニー・ウッド : 『アイ・フィール・ライク・プレイング』 - I Feel Like Playing (2010年)
- スティーヴィー・ニックス : In Your Dreams (2011年)
- スティーヴ・クロッパー : Dedicated – A Salute to the 5 Royales (2011年)
- ジギー・マーリー : Fly Rasta (2014年)
- リアン・ライムス : Today Is Christmas (2015年)
- ジギー・マーリー : Ziggy Marley (2016年)
- ザ・360バンド : Three Sixty (2017年)